# Димитър Петров – Регин
Димитър Петров – Регин е български писател.

## Биография
Роден е в град Железногорск, СССР. Израства в Годеч, където завършва гимназия. След това работи в сферите на хлебопроизводството и строителството. Псевдонимът му Регин произхожда от стара годечка фамилия, от която произлиза баща му.
Дебютира като автор със сборника с разкази „Парченца живот“ (2020). Книгата съчетава в себе си както реалистични и философски разкази, така и творби в жанровете трилър, фантастика и ужаси. Същата година излизат и 4 приказки от поредицата „Зайко и неговите приятели“, които попадат в годишния доклад за Съюза на българските писатели за 2020 г. С приказките авторът участва в проекти като „Литература на открито“ и „Вълшебството на детските книги“.
От 2021 г. се изявява и в поезията, като издава в съавторство с Анна Влахова „Отгатнати чувства“. Първата му самостоятелна стихосбирка е „Това, което някога е било“ и е издадена през 2022 г. Следват книгите „Дъга от врабчета“ (2023) и „Вярата в любовта е безумие“ (2025). Стихове на Димитър Петров Регин са включени в спектакъла „Истории от невидимото“.
От 2022 г. е част от литературен клуб „Отвъд кориците“ и свободната сцена „(Не)Форматът“. Съосновател е на издателство „Отвъд кориците“.

### Проза
- Парченца живот (2020)

### Поезия
- Отгатнати чувства (с Анна Влахова) (2021)
- Това, което някога е било (2022)
- Дъга от врабчета (2023)
- Вярата в любовта е безумие (2025)

### За деца
- Поредица „Зайко и неговите приятели“ („Приятелство”, „Смелост“, „Малкият Бъбривко“ и „Най-малкото патенце“, 2020)